# لکه زرد نگاتیو
لکه زرد نگاتیو، ناشی از شست‌وشوی ناقص نگاتیو بعد از عمل ثبوت است. که از به جا ماندن هیپو سولفیت سدیم در ژلاتین فیلم بروز می‌کند.

## موارد
شستشوی نگاتیو بعد از اتمام عمل ثبوت کار بسیار دقیقی است که بایستی به‌طور کامل انجام شود و به نظر می‌رسد باید مورد توجه زیاد عکاسان قرار گیرد. اولاً باید به‌طور کامل صورت بگیرد و ثانیاً از هدر رفتن مقدار زیاد آب خودداری شود. شستشوی کافی یکی از عوامل اصلی طولانی سازی عمر نگاتیو است. عکاسان با تجربه همواره این مرحله را بسیار جدی تلقی کرده و برای آن اهمیت زیادی قائلند.
پس از خاتمه ثبوت، نگاتیو آلوده به هیپو سولفیت و سایر ترکیبات حمام ثبوت است. بنابراین لازم است که این ترکیبات، خصوصاً هیپو سولفیت کاملاً از ژلاتین شسته و خارج شود. زیرا، هیپو سولفیت باقی‌مانده در ژلاتین، به تدریج تجزیه شده و تبدیل به هیدروژن سولفوره و گاز گوگرد می‌گردد و همین گاز گوگرد مجدداً با نقره ترکیب شده و ایجاد سولفور نقره می‌کند.
از طرف دیگر در امولسیون، مقدار زیادی هالوسل نقره که تحت تأثیر هیپو سولفیت سدیم به صورت محلول در آمده وجود دارد، که بایستی کاملاً در آب شستشو حل شده و از ژلاتین خارج گردد. همین باقیمانده‌ها، اگر در ژلاتین بمانند، تحت تأثیر نور و هوا تجزیه شده و گاز سولفور نقره ایجاد می‌کند که به رنگ قهوه‌ای متمایل به زرد است. هر چند خارج ساختن هیپو سولفیت از ژلاتین عملاً با شستشو غیرممکن است ولی باقی‌مانده هیپو سولفیت به میزان حداکثر ۰٫۳٪، عملاً در آینده صدمه‌ای به نگاتیو نمی‌زند و مشکلی ایجاد نخواهد کرد.